# Serge Rahoerson

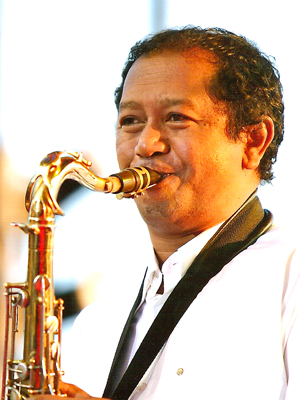
Serge Rahoerson (2004)

Serge Rahoerson (* 1947) ist ein madagassischer Jazzmusiker (Schlagzeug, Keyboard, Tenorsaxophon).

## Leben und Wirken
Serge Rahoerson stammt aus Madagaskar und arbeitete ab den späten 1960er-Jahren mit Jef Gilson (Malagasy, 1969), in Frankreich u. a. mit Jean-Charles Capon und Butch Morris (Album Untitled, Palm, 1977), im folgenden Jahrzehnt mit Pierre Calligaris. In dieser Zeit hatte er ein Trio mit dem Sänger Nivo Rahoerson (Album Nivo & Serge, 1986), ferner spielte er mit Patrick Saussois und Jean-Paul Amouroux. 2005 trat er mit der International La Roquebrou Boogie Band auf dem Siebten Festival de Boogie Woogie de La Roquebrou auf. Weitere Aufnahmen entstanden 2008 auf diesem Festival mit Lila Ammons. Im Bereich des Jazz war er zwischen 1969 und 2008 an 29 Aufnahmesessions beteiligt.